# 蟹肉棒
蟹肉棒（Crab stick），是一種以魚漿（现代一般用阿拉斯加鳕）、粘合剂（蛋清、澱粉、谷氨醯胺轉胺酶等）、螃蟹口味的調味料、紅色食用色素所合成的條狀食材，形状类似蟹（雪蟹、甘氏巨螯蟹）腿中的蟹肉，常用於火鍋或壽司，以及韩式中餐的什錦燴飯之中。1973年，由日本所發明。

## 类型
极少数高级蟹肉棒会加入“蟹肉提取物”或少量蟹肉，以提供更自然的蟹肉风味。

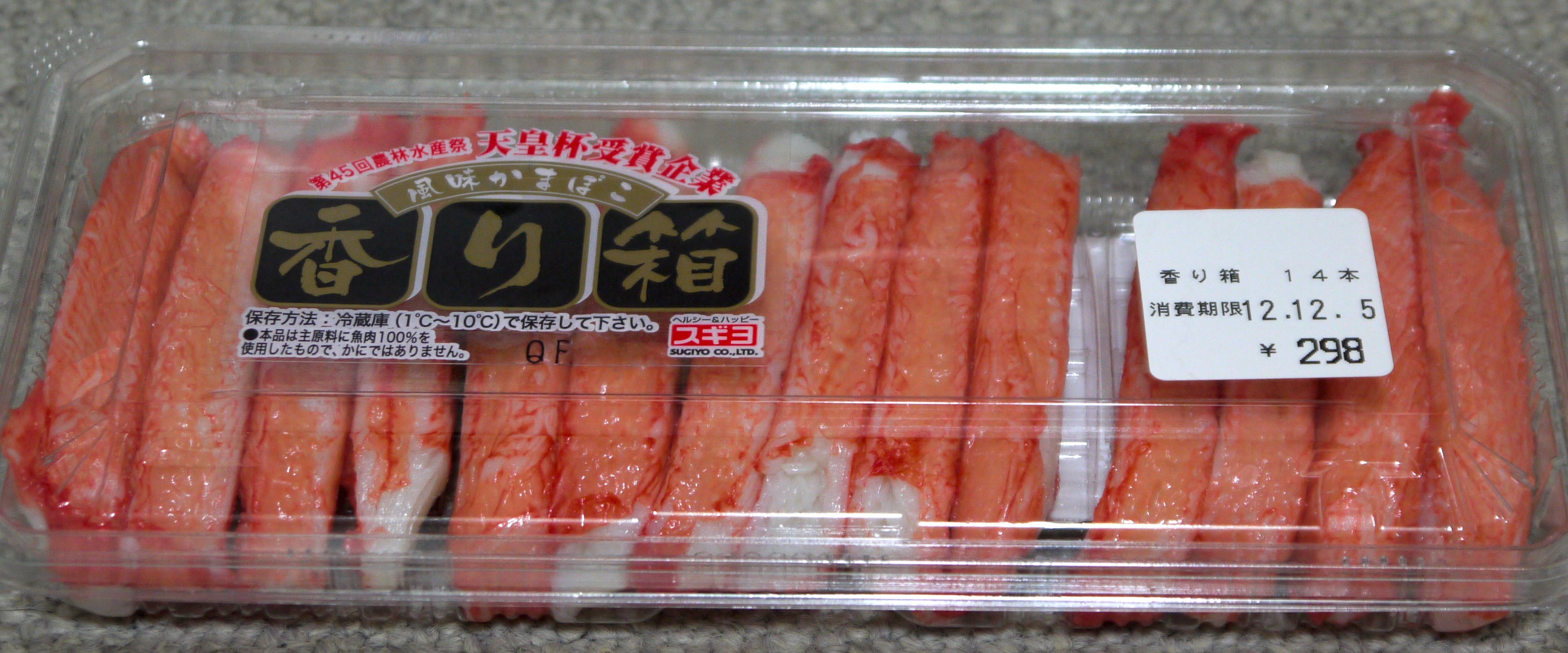
日本（蟹肉棒发明者）所制，一种高端蟹肉棒
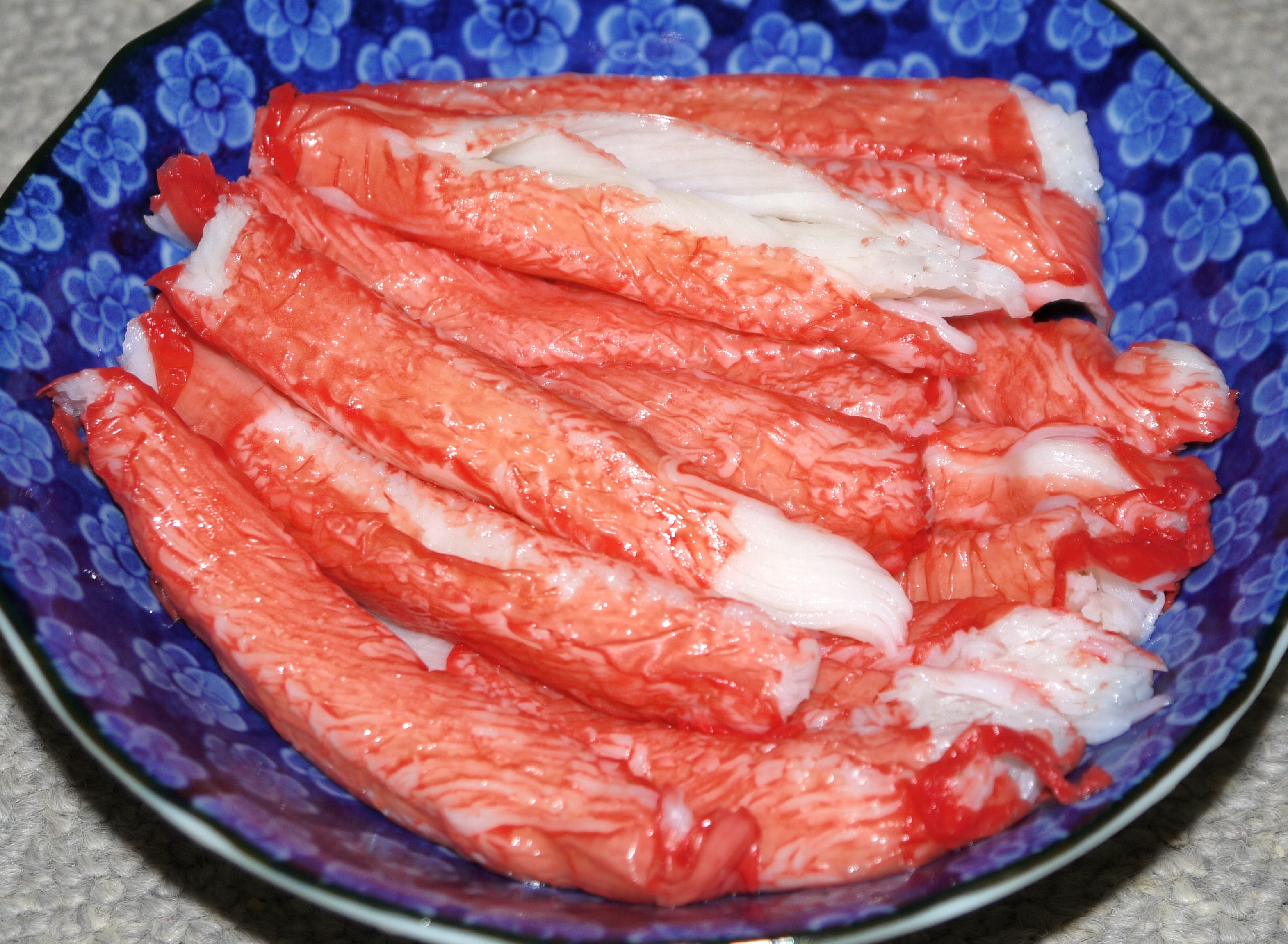
内容物，可见形状、着色更加复杂
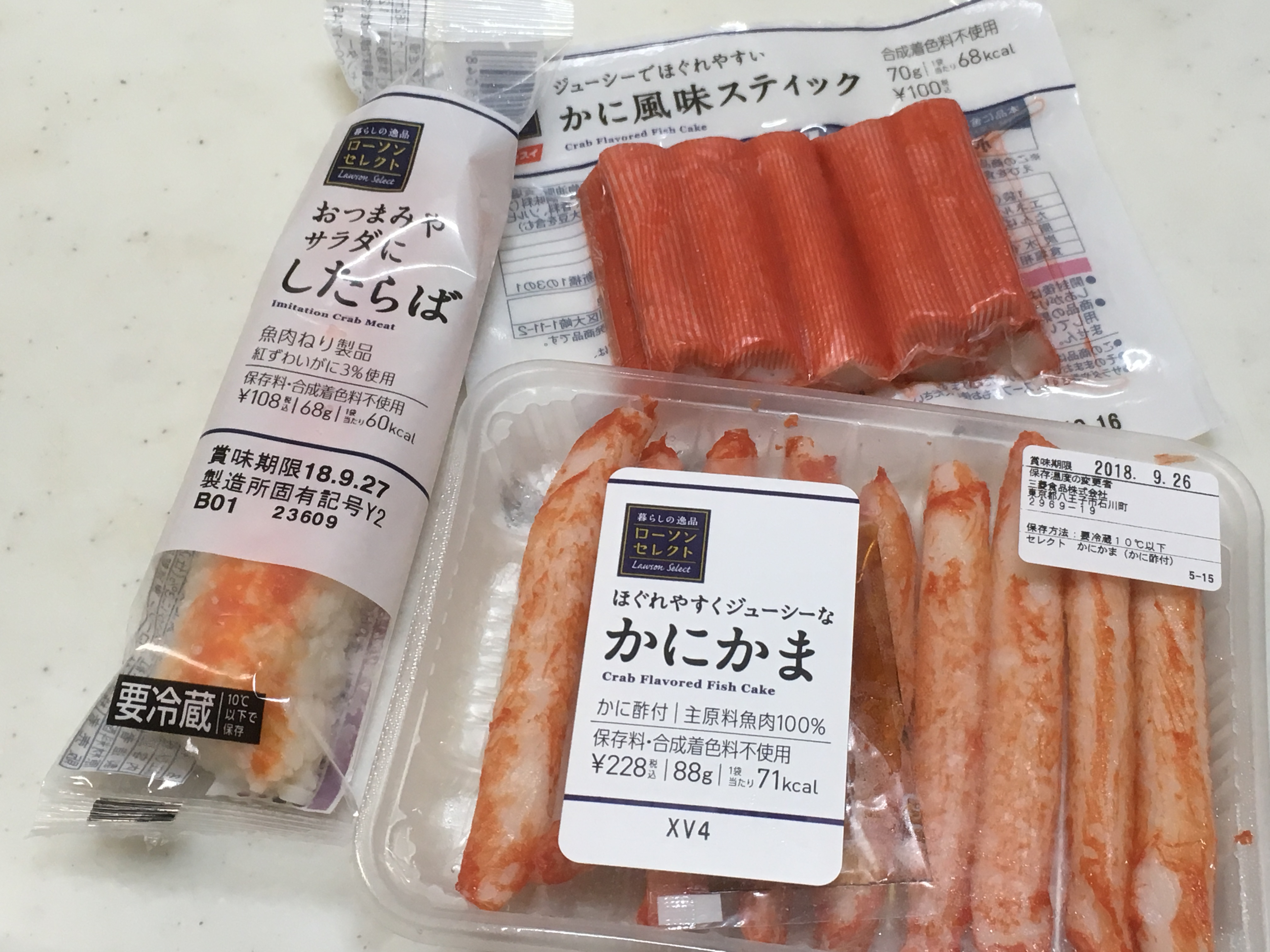
左侧的 "imitation crab stick" 含有 3% 红雪蟹肉。

## 用途

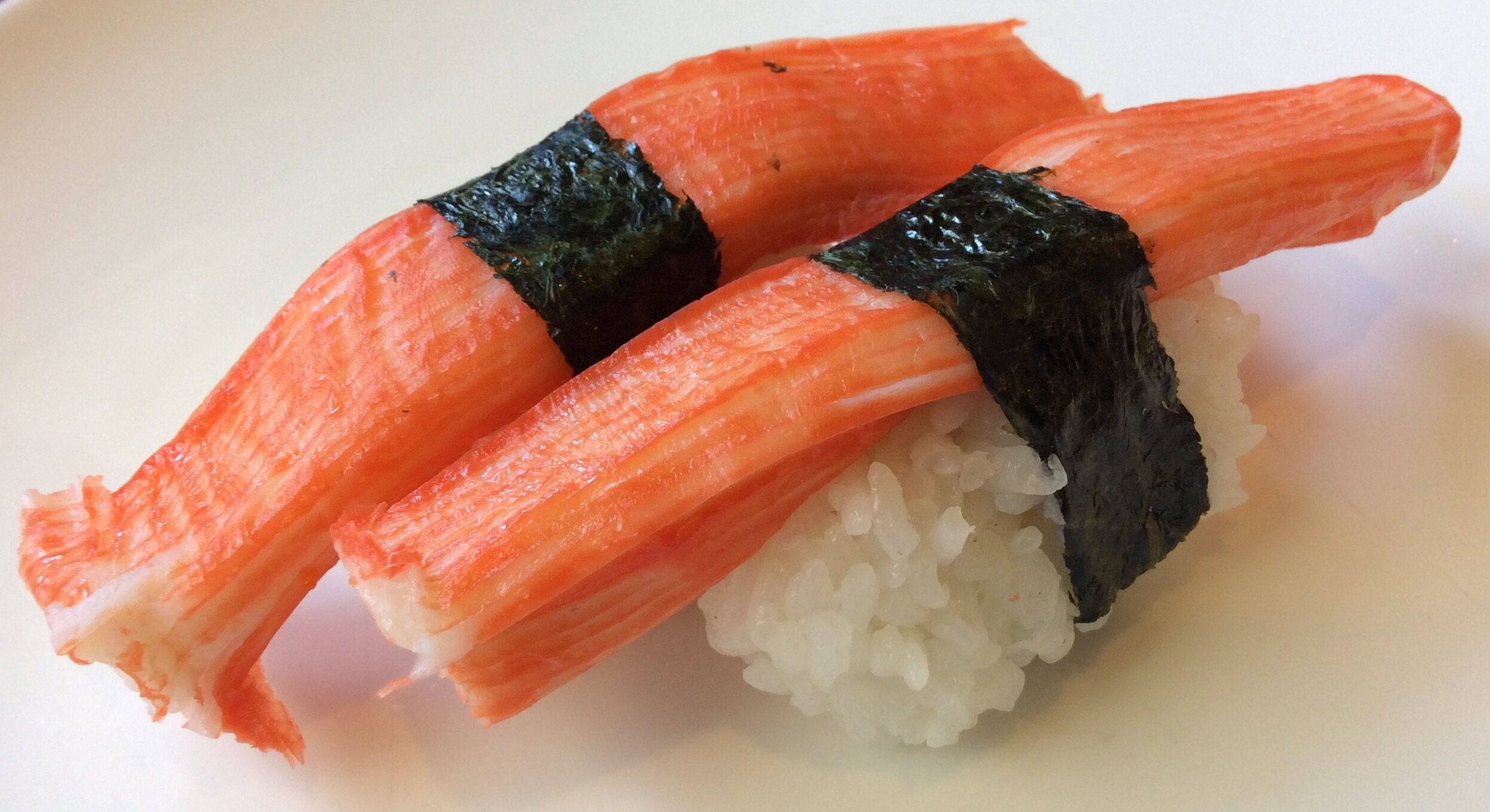
寿司
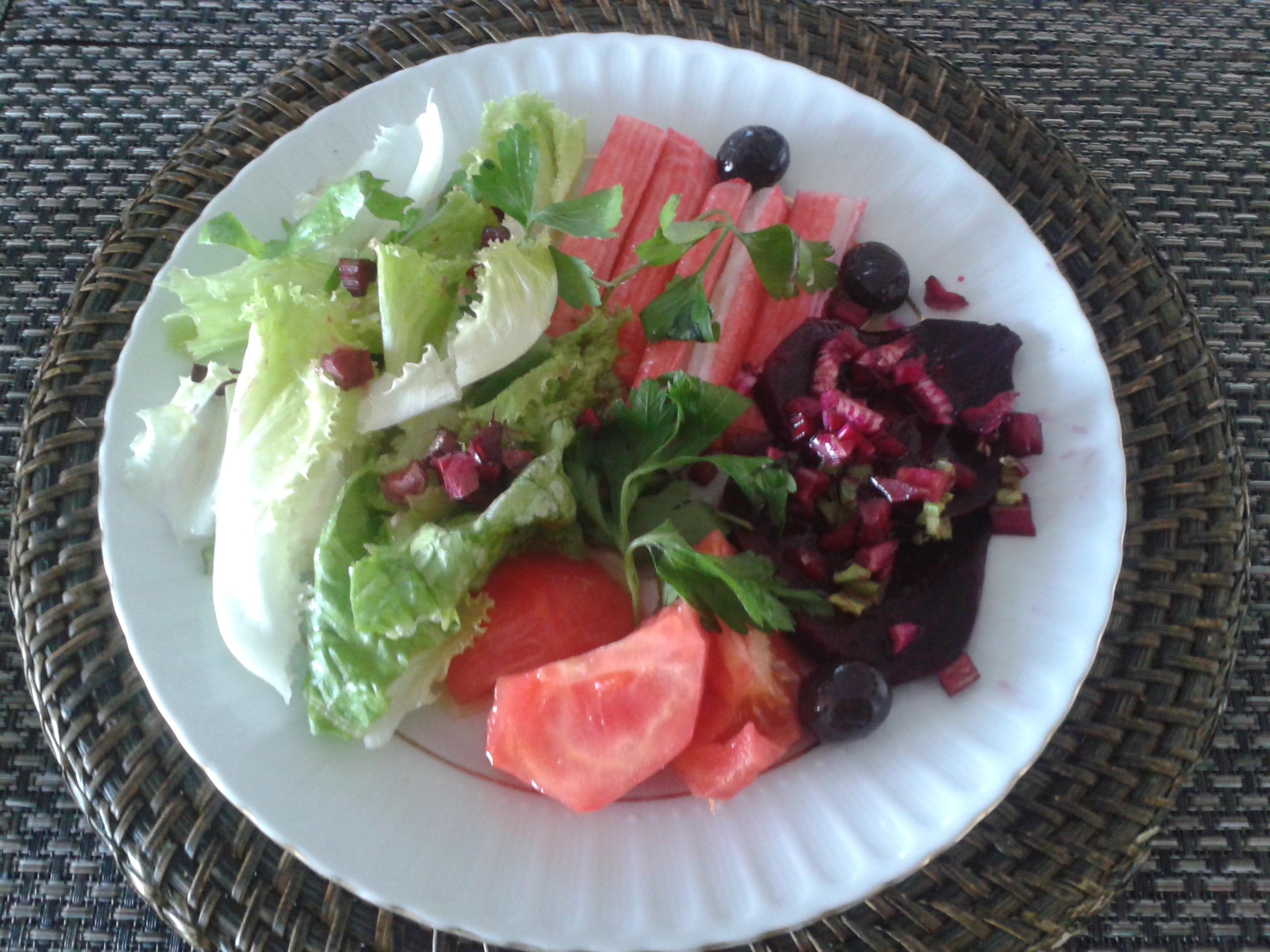
沙拉
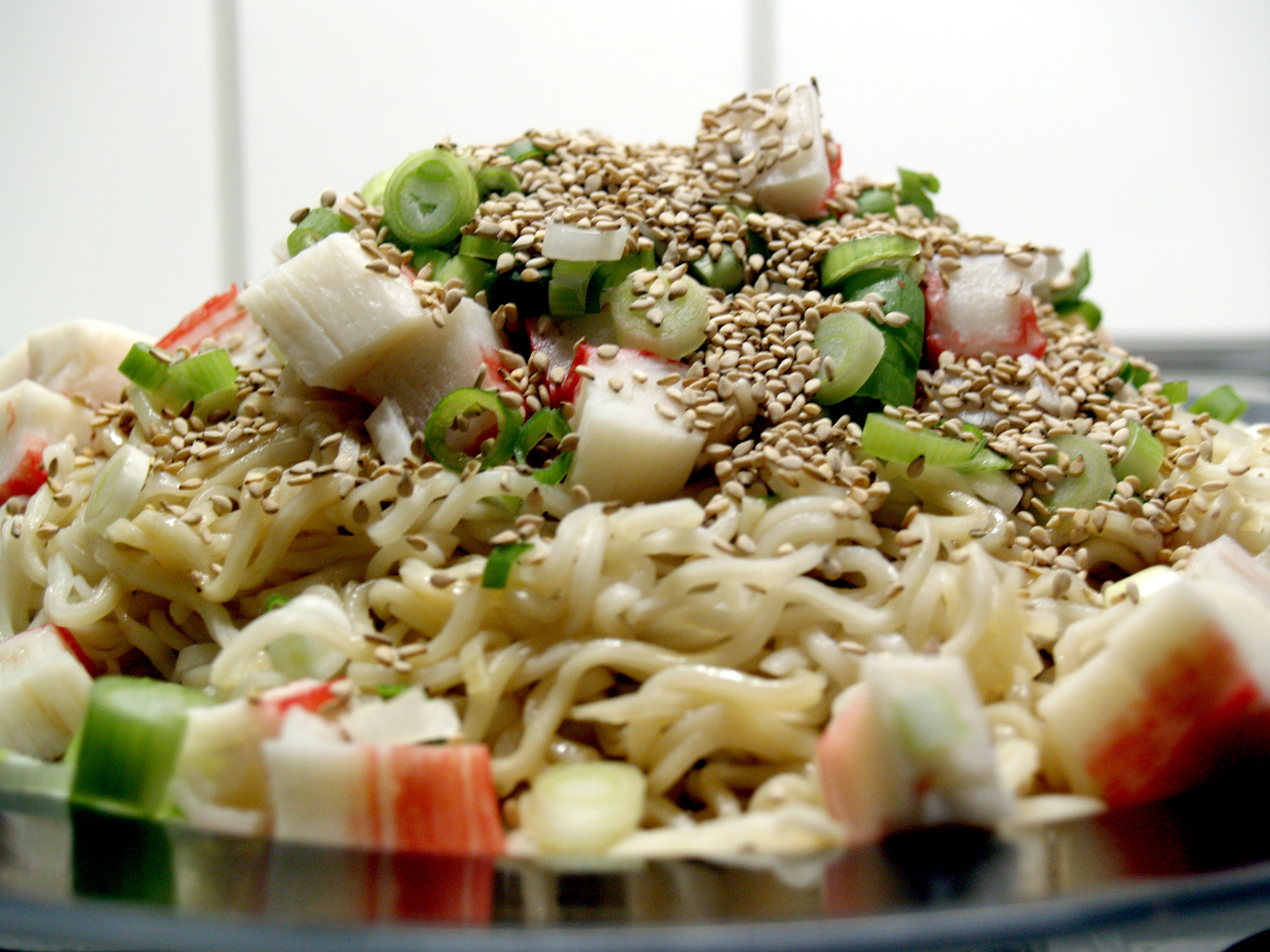
佐面
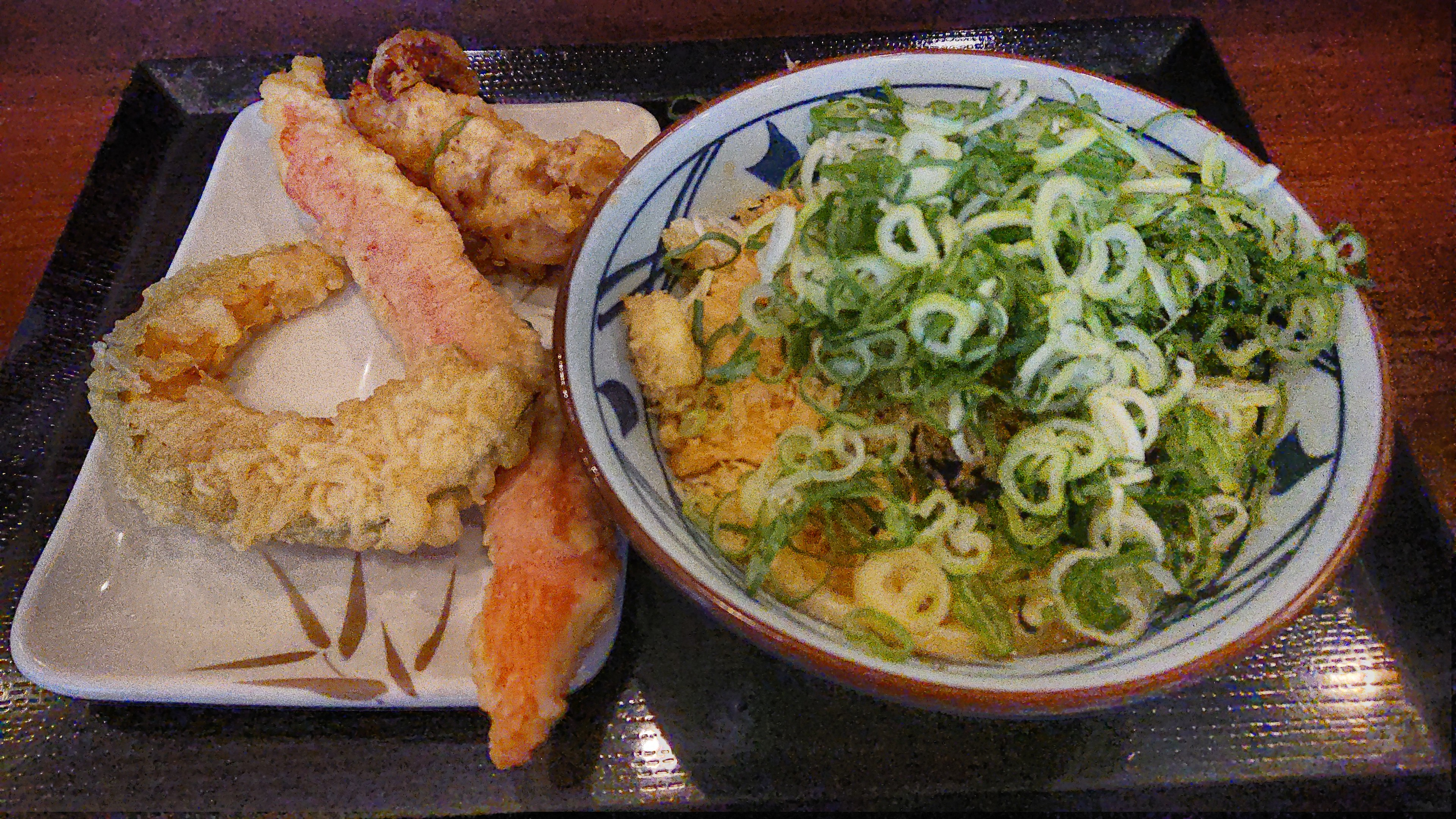
天妇罗
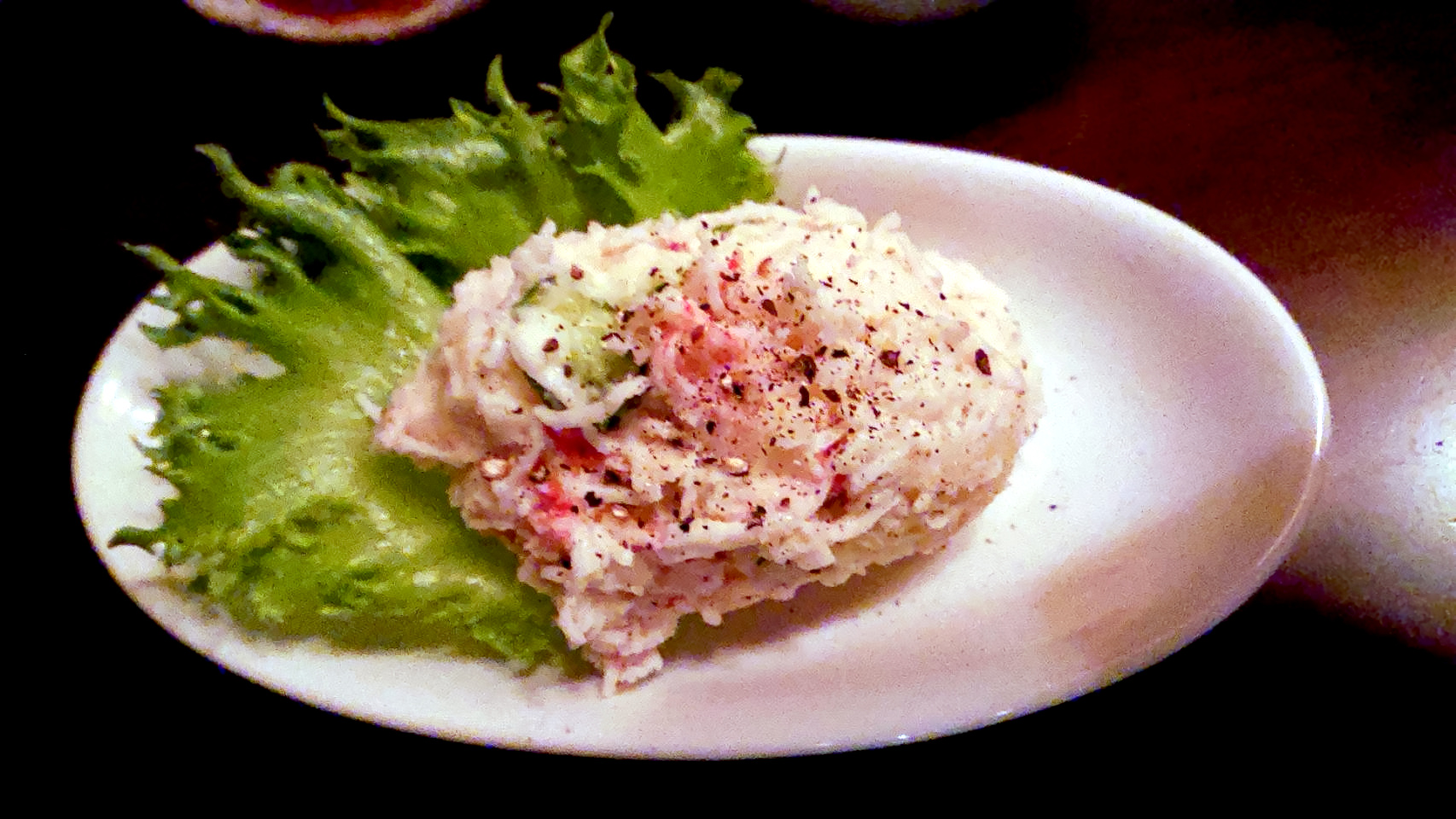
土豆沙拉中加入
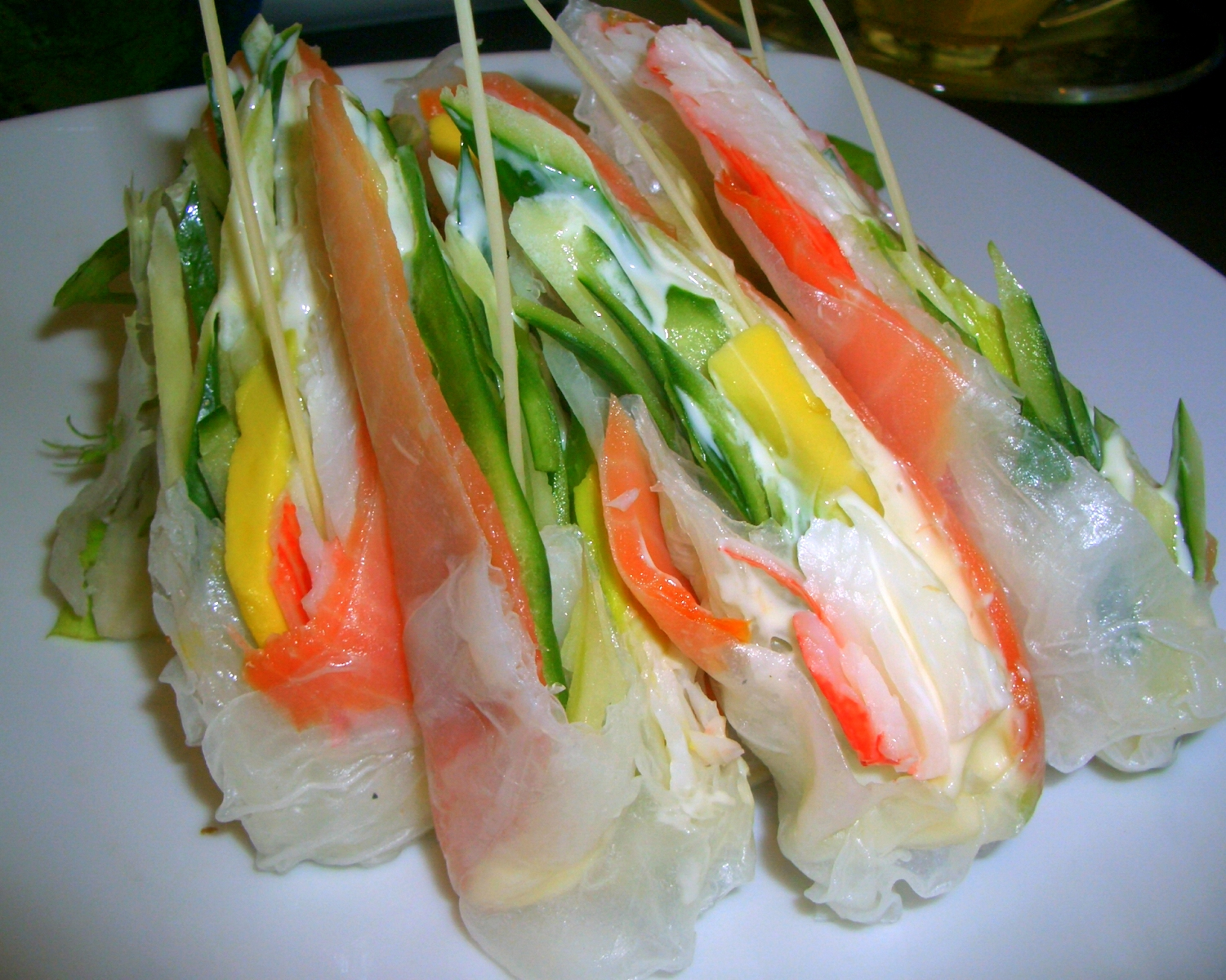
越南春卷

## 註释
1. ↑  由于“肉棒”为色情词汇，为回避关键词过滤而略去“肉”字。

## 外部連結
- 位於泰國的全球最大蟹肉棒加工廠 Food Kingdom 蟹肉棒 製作過程 （页面存档备份，存于）
- 日本公司 蟹肉棒 製作過程 （页面存档备份，存于）